# 河合明宣
河合 明宣（かわい あきのぶ、1948年（昭和23年）- 2025年（令和7年）3月13日）は、日本の農学者。放送大学教授、Ph.D.（カルカッタ大学）。専門は農業経済学、農村開発・南アジア地域研究。

## 経歴
群馬県利根郡みなかみ町の大庄屋の家に生まれる。1967年に群馬県立沼田高等学校卒業。1985年に京都大学大学院農学研究科博士課程を修了、放送大学教授となる。
アジア政経学会、日本農業経済学会、日本南アジア学会、地域農林経済学会に所属している。

## 著書
単著
- 『Landlords'and Imperial Rule: Change in Bengal Agrarian Society, c 1885-1940』東京外国語大学アジア・アフリカ言語文化研究所 1986。
- 『Landlords'and Imperial Rule: Change in Bengal Agrarian Society, c 1885-1940』東京外国語大学アジア・アフリカ言語文化研究所 1987。
- 『発展途上国の開発戦略―南アジアの課題と展望（放送大学教材）』放送大学教育振興会 1999。
- 『地域の発展と産業（放送大学大学院教材）』放送大学教育振興会 2011。

共著
- （浜口恒夫）『持続的発展と国際協力（放送大学教材）』放送大学教育振興会 2003。
- （齋藤正章）『NPOマネジメント（放送大学教材）』放送大学教育振興会 2007。
- （高木保興）『途上国の開発（放送大学教材）』放送大学教育振興会 2007。
- （稲本志良）『アグリビジネスの新たな展開―豊かな食生活への貢献（放送大学教材）』放送大学教育振興会 2010。
- （高木保興）『途上国を考える（放送大学教材）』放送大学教育振興会 2014。
- （堀内久太郎）『アグリビジネスと日本農業（放送大学教材）』放送大学教育振興会 2014。
- （大橋正明）『NPOマネジメント（放送大学教材）』放送大学教育振興会;新訂版 2017。
- （朽木昭文）『アジア産業論―経済の高度化と統合（放送大学教材）』放送大学教育振興会 2017。
- （松田君子、吉田瑞樹）『放送大学と地域貢献：放送大学河合ゼミエッセイ集』日中朱鷺保護研究会 2020。

編著
- 『発展途上国産業開発論（放送大学教材）』放送大学教育振興会 1995。
- （稲本志良）『アグリビジネス（放送大学教材）』放送大学教育振興会 2002。
- （稲本志良、桂瑛一）『アグリビジネスと農業・農村―多様な生活への貢献（放送大学教材）』放送大学教育振興会 2006。